# Анди Хамилтън
Анди Рафаел Томас Хамилтън (на английски: Andy Raphael Thomas Hamilton, р. 26 март 1918 – п. 3 юни 2012) е британски джаз саксофонист и композитор от ямайски произход.

## Биография
Хамилтън е роден в Порт Мария, Ямайка и се научава да свири на саксофон на бамбуков инструмент. Формира първата си музикална група на 18 години, повлиян от американски музиканти като Дюк Елингтън и Каунт Бейзи.
Прекарва известно време в САЩ, работейки като готвач и общ работник във ферма, но също така като джаз музикант в Бъфало и Сиракюз. След завръщането си в Ямайка работи като музикант за Ерол Флин на яхтата му „Зака“.
Хамилтън имигрира в Англия през 1949 г., където живее и работи в Бирмингам. През деня работел в завод, а през нощта свирел в джаз клуб със собствената си група „Сините ноти“ (The Blue Notes), с участието на гост-музиканти като Арт Фармър и Дейвид Мърей, със синовете си Грийм и Марк (тромпетист и саксофонист съответно).
На 73-годишна възраст Хамилтън издава своя първи албум Silvershine, който става първи по продажби в Великобритания и албум на годината според The Time Jazz. След 3 години се появява и албум с изпълнения на музиканта на живо, наречен Jamaica at Night. Той продължава да свири в Bearwood Corks Club в Бирмингам, изявява се като гост-музикант в някои албуми и същевременно работи над новия си албум със свои композиции.
Хамилтън е награден с титлата „Почетен майстор на изкуствата“ от Бирмингамския университет през 1996 г. Член е на Ордена на Британската империя от 2008 г.

## Дискография

### Като лидер
- Silvershine (World Circuit, 1991)
- Jamaica by Night (World Circuit, 1994)
- Late and Live (Burton, 1997)